# Aprilska vojna
Napad na Jugoslavijo (znan tudi kot aprilska vojna) je bil kratkotrajni spopad oz. vojna med silami osi ter njenimi zavezniki na eni strani in jugoslovansko kraljevo vojsko na drugi strani. Do spopada je prišlo 6. aprila 1941 po tem, ko se je jugoslovansko ljudstvo uprlo pridružitvi Jugoslavije silam osi. Ta upor je Hitlerja tako razjezil, da je ukazal prekiniti priprave za napad na Sovjetsko zvezo in v direktivi št. 25 ukazal nemudoma napasti Jugoslavijo. Nemci in njihovi zavezniki so za napad pripravili okoli dva milijona dobro oboroženih vojakov, ki so državo napadli iz smeri Italije, Avstrije, Madžarske, Romunije, Bolgarije in Albanije. Slabo oborožena in demoralizirana jugoslovanska vojska proti šestkrat močnejšemu sovražniku ni imela nobenih možnosti za zmago, zato je 17. aprila 1941, po tem ko sta vlada in kralj zbežala iz države, podpisala brezpogojno kapitulacijo. Sočasno z Jugoslavijo so Nemci napadli tudi Grčijo (načrt Marita) in tako dokončno zagospodarili na balkanskem polotoku.

## Stanje na Balkanu pred vojno
Balkan je bil skozi zgodovino križišče interesov velikih velesil. Sprva so bile to Združeno kraljestvo, Francija in Rusija, s prihodom Mussolinija in Hitlerja na oblast pa sta se zanj začeli zanimati tudi Italija in Tretji rajh, čeprav je bil sam Hitler mnenja, da se je zaradi težav treba Balkanu že na daleč izogniti. Prav zaradi teh interesov so začele balkanske države med seboj sklepati različne sporazume, da bi si tako zagotovile varnost.
Grčija, Jugoslavija, Romunija in Turčija so leta 1934 sklenile balkansko zvezo, ki naj bi jim zagotovila večjo obrambo pred zunanjim sovražnikom. Zveza je bila bolj ali manj izrazito nedemokratična in protikomunistična. Leta 1938 je Romunija sklenila z Nemčijo gospodarski sporazum, ki je pomenil popolno podreditev romunskega gospodarstva nemškemu. Temu je leta 1940 sledil še posebni »naftni pakt«, po katerem je Romunija morala Nemčiji prodajati nafto po predvojnih cenah, še istega leta pa so v državo vstopile prve nemške enote. Triindvajsetega novembra 1940 je država vstopila v trojni pakt. Ta pakt z Nemčijo pa je kmalu podrl razmerje moči na Balkanu, zaradi česar je prišlo do zahtev po ozemljih med sosednjimi državami (Sovjetska zveza, Madžarska, Jugoslavija). Svoje interese je imela tudi Madžarska, ki ni bila zadovoljna s potekom meje iz leta 1920. Ta je s fašistično Italijo začela sodelovati že leta 1927, od leta 1934 pa se je to sodelovanje samo še poglobilo. Za nagrado je Madžarska po nemški okupaciji Češkoslovaške dobila del njenega ozemlja in romunsko Transilvanijo. Leta 1940 je Madžarska izstopila iz društva narodov in pristopila v trojni pakt. Še istega leta je z Jugoslavijo podpisala sporazum o nenapadanju, vendar jo je aprila skupaj z Nemčijo, Italijo in Romunijo kljub temu napadla. Profašistična je postala tudi Bolgarija. Ta je na videz želela ostati nevtralna, vendar je že leta 1938 podpisala tajni bolgarsko-nemški sporazum o oboroževanju, v igri pa je bilo tudi ozemlje Jugoslavije in Romunije. Sofija je sicer z Beogradom leta 1937 sklenila pakt o miru in večnem prijateljstvu, prvega marca 1941 je ta država pristopila k trojnemu paktu. Politično so si želeli polastiti tudi Grčije, ki pa vse do njenega padca leta 1941, ni nikoli podlegla pritisku nacizma in fašizma in si je vse do leta 1941 prizadevala ostati nevtralna, kljub temu da jo je napadla Italija, potem ko je ta predhodno brez večjih problemov okupirala Albanijo.

### Stanje v jugoslovanski vojski leta 1941
V času pred drugo svetovno vojno se je število sovražnikov Jugoslavije naglo povečalo. Sprva sta bili to le Italija in Nemčija, v drugi polovici tridesetih let pa se je to število povečalo še na Romunijo, Madžarsko, Bolgarijo in Albanijo. Tako je bila do leta 1941 Jugoslavija, razen iz strani Grčije, obkrožena s sovražniki, katerih namen je bil popolna likvidacija Jugoslavije ter prevzem njenega ozemlja.
Jugoslovanski vojski je bil znan koncept bliskovite vojne, še preden se je ta začela, vendar so bili njeni protiukrepi proti tej grožnji pomanjkljivi in neresni. Jugoslovansko vojaško in politično vodstvo je tako stopilo v vojno brez jasnih zamisli, kakšna bo vojna, v kateri bi se utegnila znajti Jugoslavija. Tako se ni mogla odločiti za ustrezno obrambo, ki bi ustrezala potrebam države. V glavnem so prevladovala stara stališča iz prve svetovne vojne, ko je tedaj Srbija dosegla zmage na Ceru in Kolubari. Pri tem pa niso upoštevali, da so se razmere bistveno spremenile, saj se je moč in oborožitev napadalca bistveno povečala, povečala pa se je tudi hitrost napada. Le redki so se zavedali teh problemov, tistih, ki so jih želeli odpraviti, pa je bilo še manj in tako je bila sprejeta doktrina t. i. »ofenzivnega manevra«, ki je v glavnem temeljil na izkušnjah iz balkanske vojne in iz prve svetovne vojne. V veliki meri pa so se zanašali tudi na odpor naroda proti okupatorju, ki bi klasični način spopada prenesel v partizanski način bojevanja.
Obramba države naj bi temeljila na široki uporabi naravnih in umetnih ovir in uporabi topništva. Vojska je v praksi še vedno uporabljala doktrino uporabe pehote in topništva. Problemi so bili tudi s kadri, ki so bili večinoma nesposobni in nevešči svojega dela, tudi enote so bile slabo pripravljene. Te so bile iz različnih delov kraljevine in so pripadale različnim etničnim skupinam, zato so bile v primeru vojne pripravljene braniti le svoje etnično ozemlje, kar je bistveno zmanjšalo učinkovitost armade. Poleg tega pa taktike ofenzivnega manevra nikoli ne bi bilo mogoče izpeljati, ker vojska v enem dnevu ni mogla premestiti svojih enot za dvajset kilometrov, medtem, ko so jih lahko Nemci premestili za dvajset kilometrov v eni uri. Nespametna je bila tudi razporeditev enot. Te so bile razporejene na 3000 kilometrov dolgi meji, namesto da bi bile razporejene v globino, kar bi bistveno olajšalo obrambo.
Jugoslovanske meje so sicer začeli utrjevati že leta 1937, najprej na meji z Italijo (t. i. Rupnikova linija), nato pa leta 1939 še na meji z Avstrijo, Madžarsko in Albanijo. Leta 1940 pa so se lotili še utrjevanja meje z Bolgarijo in Romunijo. Zaradi primanjkovanja finančnih sredstev, materiala, delovne sile in orožja je večina utrdb na meji ostala nedokončanih. Največji problem je bila oborožitev. Kraljevina ni bila dovolj razvita, da bi lahko sama proizvajala višje tehnološko orožje, saj je bila večinoma agrarna država, zato je tega večinoma kupovala v tujini. Ob izbruhu vojne je tega začelo kronično primanjkovati, zato je kupovala kakršnokoli orožje in tako se je zgodilo, da je armada imela 149 vrst orožij z več kot 300 vrstami streliva, kar je izredno obremenjevalo logistiko. Materialne rezerve so bile pičle. Streliva za pehoto je bilo za 75 dni, za topništvo pa niti za 100 dni. Protiletalsko topništvo je imelo streliva le za 7 dni bojev, protitankovski topovi pa le dvesto nabojev na orožje.
Jugoslovanska vojska je tako vojno dočakala v dveh rodovih, kopenski vojski (pehota, topništvo, konjenica, letalstvo, inženirstvo in druge enote) in mornarici. Vojno letalstvo je imelo 459 letal (125 lovcev, 173 bombnikov, 161 izvidniških letal). Tankov je bilo le za vzorec, in sicer 101 zastarelih tankov francoske proizvodnje. Vojno ladjevje je imelo 32 ladij, ki so bile večinoma tudi zastarele. Na Savi in Donavi je imelo še rečno bojno ladjevje. Pred začetkom vojne je vojska imela le 16 divizij, ki pa bi jih z mobilizacijo v treh do sedmih dneh povečala na 28, kar je bilo popolnoma nerealno.

### Načrti za obrambo
Prvi obrambni načrt z oznako R-41 je nastal v začetku leta 1941, ko so se nemške čete že razporejale za napad. Pri tem načrtu je bilo za obrambo kraljevine predvidenih 27 divizij, s čimer naj bi upočasnili napredovanje sovražnika na vseh frontah razen proti Albaniji in Zadru. Vojska bi se nato umaknila proti Grčiji, kjer bi nato z zavezniki organizirala novo fronto. Nekaj podobnega je predvideval že načrt S iz leta 1938, ko so nemške čete vkorakale v Avstrijo. Tega je nato leta 1940 nadomestil načrt R-40, ko je Italija zasedla Albanijo.
V vseh naštetih načrtih naj bi se jugoslovanska vojska postopoma umikala proti Grčiji, podobno kot leta 1915. Vendar pa so vsi ti načrti imeli bistveno pomanjkljivost, saj niso upoštevali izredne gibljivosti sovražnika, ki bi tako z uporabo sodobne vojaške opreme brez težav presekal pot umikajoči se vojski. Čeprav je bil načrt R-41 izboljšana različica predhodnih načrtov, je imel kljub temu veliko lukenj, razen tega pa ni bilo pripravljenega nobenega drugega rezervnega načrta, saj je politični in vojaški vrh do zadnjega trenutka verjel, da se bo vojni izognil.

### Nemški načrti
Upor Jugoslavije trojnemu paktu je zmedel nemške načrte za napad na Sovjetsko zvezo (SZ). Zato je ta v naglici pripravila načrt za napad na Jugoslavijo t. i. direktiva št. 25 (dodatek k operaciji Marita). Ta je predvidevala koncentrični napad iz smeri Avstrije in Bolgarije v smeri Beograda, tako bi napadalci uničili jugoslovansko vojsko ter preprečili njen umik proti Grčiji. Nato pa je bilo treba preko jugoslovanskega ozemlja obiti Mataksasovo linijo ter napasti Grčijo. Nemške sile so premestili kar v največji naglici. Drugo armado, ki je bila na poti proti SZ, so sredi poti ustavili in jo napotili v Avstrijo in Madžarsko. Dvanajsto armado v Romuniji pa so dodatno okrepili, v rezervi pa so imeli še pet divizij. Za napad so zbrali okoli 1.560 letal. Naloga romunske vojske je bila, da zaščiti meje proti SZ, bolgarske pa proti Turčiji. Italija je za napad pripravila 14 divizij, ki bi napadle v smeri Slovenije in Hrvaške. Okrepili so tudi svoje sile v Albaniji, ki bi napadle v smeri Jugoslavije in Grčije. Tako so fašistične države skupaj zbrale 83 divizij z okoli dvema milijonoma vojakov, 2.500 tanki in 2.230 letali. Njena vojska je bila po številu vojakov dvakrat večja od jugoslovanske, po številu tankov in letal pa kar šestkrat.

## Aprilska katastrofa
5. februarja 1941 je nemški zunanji minister Joachim von Ribbentrop v Berlinu od tajnega odposlanca kraljevine Jugoslavije zahteval, naj Jugoslavija pristopi k trojnemu paktu in da naj zato v Nemčijo pridejo predstavniki jugoslovanske vlade. Nekaj dni kasneje so sledila pogajanja, na katerih je jugoslovansko vodstvo ugotovilo, da bo najbolje za kraljevino, da pristopi k trojnemu paktu in se tako izogne vojni, ki je ne more dobiti. Petindvajsetega marca 1941 je bil pakt dokončno podpisan kljub nasprotovanju ljudstva, ki je v večjih jugoslovanskih mestih organiziralo demonstracije. Njihov slogan, ki se je vpisal v zgodovino, je bil: »Bolje vojna kot pakt« (srb. Bolje rat nego pakt) in »Bolje grob kot suženjstvo« (srb. Bolje grob nego rob). Demonstracije in nered je izkoristila skupina probritansko usmerjenih oficirjev pod poveljstvom generala Dušana Simovića, ki je 27. marca izvedla državni udar ter strmoglavila vlado, na oblast pa postavila še mladoletnega kralja Petra. V nasprotju s pričakovanjem ljudstva pa se razmere po udaru niso kaj dosti spremenile, saj so še vedno veljali vsi sporazumi, ki jih je sprejela predhodna vlada.
Upor Jugoslavije 27. marca je Hitlerja osebno užalil, obenem pa mu je tudi prekrižal načrte za napad na SZ. Zato se je še istega dne odločil, da bo Jugoslavijo popolnoma uničil. Pri tem pa je v svoj načrt za napad vključil tudi Italijo, Madžarsko, Romunijo in Bolgarijo, v zameno za pomoč pa jim je obljubil dele jugoslovanskega ozemlja.
Medtem pa je jugoslovanski vladi zmanjkovalo časa. Tretjega aprila je bila razglašena mobilizacija, ki pa ni potekala po načrtih, zato ta do konca vojne nikoli ni bila končana. V zadnjem trenutku si je poskusila poiskati tudi zaveznike in pomoč. Šele tik pred nemškim napadom ji je uspelo s SZ skleniti pakt o nenapadanju. Pogajanja z Grki in Britanci pa niso prinesla nobenega uspeha razen dogovora, da bodo grške in jugoslovanske enote skupaj napadle italijanske v Albaniji.

### Vojna
Do napada je prišlo v nedeljo 6. aprila 1941 okoli pete ure zjutraj brez vojne napovedi. Tega dne je nemško letalstvo napadlo jugoslovanska vojaška letališča ter se nato preusmerilo na Beograd. Čeprav je bil razglašen za odprto in nebranjeno mesto, mu nemško letalstvo ni prizaneslo. V več zaporednih letalskih napadih je bilo ubitih več kot 20.000 ljudi. Z uspešno podporo letalstva in s pomočjo pete kolone je nemška armada hitro napredovala. Do 10. aprila je bila zavzeta že skoraj vsa Makedonija, 3. armade, ki bi jo morala braniti, ni bilo več. Na severu države, točneje v Sloveniji in na Hrvaškem je napredovanje nemške vojske potekalo počasi, saj ta še ni razvila polne bojne moči, tako da so med 6. in 10. aprilom tam potekali le lokalni spopadi. 
Zaradi porušenih mostov in nepričakovanega večjega odpora je prehod nemških enot skozi Slovenijo potekal počasi. Te pa tudi niso imele oklepnih enot. 10. aprila je nemška vojska na severu Jugoslavije sprožila dokončno ofenzivo. Jugoslovanska 4. armada, ki bi morala zapirati pot proti Zagrebu, se je zaradi ustaške propagande sesula kot hišica iz kart, zato so Nemci še isti dan vkorakali v Zagreb. Tega dne je bila v Zagrebu razglašena tudi NDH (Neodvisna država Hrvaška).
Štiri dni po napadu je bilo stanje v jugoslovanski vojski katastrofalno. Tretje in četrte armade ni bilo več. Druga armada v Slavoniji in Bački, 7. armada v Sloveniji in čete primorskega armadnega območja so pod pritiskom nemške vojske dobesedno razpadle. Peta armada, ki je branila Srbijo, je bila delno obkoljena vzhodno od Velike Morave. Divizije 1. in 2. armade pa so se umikale in se poizkušale reorganizirati na novih položajih. Nekoliko več uspeha je imela le 3. armada, ki je napadla italijanske položaje v Albaniji.
Enajstega aprila sta Jugoslavijo napadli še Italija in Madžarska, do napada pa je prišlo tudi iz smeri Romunije. Ker je bila v tem času jugoslovanska vojska že v popolnem razsulu, so njihove enote napredovale brez posebnih težav ter zavzemale pomembne prometne in industrijske objekte. Dvanajstega aprila so Nemci brez odpora zavzeli Beograd ter tako prekinili vse povezave med jugoslovanskimi enotami, ki so bile severno od Save, ter četami, ki so bile v Srbiji in Bosni.
Medtem je jugoslovansko vlado zajela panika in je skupaj s kraljem preko Grčije zapustila državo in zbežala najprej v Jeruzalem, od tam pa odpotovala v London, kjer je ostala do konca vojne. Novi načelnik vrhovnega poveljstva je 14. aprila nemškemu vrhovnemu poveljstvu ponudil premirje, ki pa ga ti niso sprejeli. Zahtevali so brezpogojno kapitulacijo. Medtem pa so njihove enote hitro napredovale v vse smeri, zaustaviti jih niso mogle niti maloštevilne enote jugoslovanske vojske, ki so se napadu odločno uprle. Sedemnajstega aprila je bilo vsega konec, preostanek jugoslovanske vlade je tega dne v Beogradu podpisal brezpogojno kapitulacijo.

## Dogodki po kapitulaciji
Po kapitulaciji so večino jugoslovanske vojske odpeljali v ujetništvo. Jugoslovansko ozemlje pa so po Hitlerjevem ukazu razdelili med Nemčijo, Italijo, Madžarsko, Romunijo in Bolgarijo. Nemci so zasedli severni del Slovenije, Madžarska si je priključila Prekmurje, Baranjo in Bačko ter okupirala Medžimurje, Bolgarija si je priključila večji del Makedonije, del Kosova in Vransko in Pirotsko okrožje; Italijani so okupirali južni del Slovenije, ustanovili ljubljansko pokrajino in jo razglasili za del Italije. Prilastili so si tudi velik del Hrvaške, in sicer Sušak z zaledjem in z vsemi otoki hrvaškega primorja z izjemo otoka Pag, Dalmacijo od Zadra do Splita, Boko Kotorsko in vse dalmatinske otoke razen Hvara, Brača in otokov dubrovniškega primorja. Albaniji, ki so jo nadzorovali Italijani, so priključili Metohijo in del Kosova, del Makedonije, nekaj mest v Črni gori in del Sandžaka. Iz ostankov Hrvaške, Bosne in Hercegovine ter Srema je nastala Neodvisna država Hrvaška (NDH), ki je bila pod močnim vplivom Nemcev in Italijanov.
Čeprav je imela nemška vojska med boji za Jugoslavijo in Grčijo relativno malo izgub, je to nepremišljeno dejanje Hitlerja na koncu veliko stalo, saj je moral kar za celih pet tednov preložiti napad na Sovjetsko zvezo. Prav zaradi teh petih tednov je nemško vojsko prehitela ostra ruska zima ter zaustavila njihovo napredovanje proti Moskvi.